# Здрокова, Елена Владимировна
Елена Владимировна Здрокова (родилась 26 декабря 1996 года в Новосибирске) — российская регбистка, защитница клуба ЦСКА и сборной России по регби-7, трёхкратная чемпионка Европы. Мастер спорта России (1 ноября 2016), Заслуженный мастер спорта России (27 апреля 2018).

## Биография
До регби занималась лёгкой атлетикой (несколько раз выигрывала чемпионаты России) и балетом. В мае 2014 года стала игроком клуба «Енисей-СТМ», с ним вышла в финал Кубка России 2015 года и стала серебряным призёром чемпионатов России 2015 и 2016 годов. Лучший бомбардир по очкам сезона 2016 года (115 очков после 17 попыток и 15 реализаций).
В составе сборной России — чемпионка Европы 2016, 2017, 2019 и 2021 года (этап в Лиссабоне и Москве), регбистка 2016 года в России. На чемпионате Европы 2016 года по итогам 12 встреч была признана самым результативным игроком, занеся 70 очков благодаря 14 попыткам. В июле 2021 года включена в заявку команды ОКР на Олимпиаду в Токио.